# ملعب غاي ميدو
غاي ميدو هو الملعب الرسمي السابق لنادي شروزبري الإنجليزي, الكائن في شروزبوري على ضفاف نهر سيفرن أمام دير فورجيت.
افتتح النادي في أغسطس 1910, لكنه هدم بعد 97 سنة من إنشائه في نهاية موسم كرة القدم 2006-07 في يونيو, لينتقل نادي شروزبري إلى ملعب نيو ميدو مؤقتا على مشارف البلدة

## تاريخ الملعب

### التاريخ المبكر
قبل قرون كان غاي ميدو معروفا بين سكان شروزبوري بأنه مكان الترفيه الرئيسي في المدينة، وكانت المعارض والاحتفالات والمهرجانات والسيرك غالبا ما تكون في هذا الموقع.
أصل التسمية ليس معروفا تماما، على الرغم من أنه يعتقد على نطاق واسع أن لها علاقة باستخدام الموقع المتواصل للترفيه، ولكن قيل أنها جاءت من اسم العائلة الملكة لها في الأصل في القرون الغابرة، عائلة «غاي».

### المباريات الأولى
في عام 1910, كان نادي شروزبري من أهم الأندية الموجودة في البلدة، وكان يبحث عن موقع جديد للعب المباريات، بعد أن أخبروا بأنهم لم يعد لهم أن يلعبوا في ملعب ثكنة كوبثورن المملوك للجيش. اشترت مجموعة شركات الملعب وأجروه للنادي، على الرغم من اعتراضات المستشفى المحلي الذي يقع قرب الملعب بأن الضجيج سوف يزعج المرضى، إلا أن المباراة الرسمية الأولى أقيمت في 20 أغسطس 1910, وشاهد ما يقرب من 1000 شخص المباراة التدريبية.
كانت أول مباراة دوري استضاففها الملعب في 10 سبتمبر 1910 بين نادي شروزبري ووولفرهامبتون واندررز, والتي خسرها شروزبري 2-1.

### التجديدات والتحسينات
كانت أول تحسينات شهدها الملعب في منتصف خمسينات القرن الماضي، عندما تم قطع الأشجار التي تصطف على جانبي الطريق المؤدي للملعب لتحسين الوصول. في تلك الفترة أطلق مشجعو النادي حملة تسليط الأضواء الكاشفة لرفع 12000 £, واحتفلوا في 25 نوفمبر 1960 بتركيبها وتسليطها على أرضية الملعب في المباراة التي فاز بها النادي على ستوك 5-0. أثبتت الأضواء الكاشفة أنها كانت استثمارا جيدا، وصمدت أمام اختبار الزمن لمدة 47 عاما، حتى هدم الملعب.
شهد عام 1965 بناء مكاتب جديدة في النادي، وبناء شرفة على جانب النهر في أوائل السبعينات، والتي كان من شأنها اكتساب مكانة أسطورية بين جماهير النادي في السنوات التي تلت بناءها.
كانت آخر عمليات التحسينات الحقيقية في أوائل ثمانينات القرن الماضي، بعد أن رأت إدارة النادي أن الملعب بحاجة للتحسينات والنهض به، تم هدم حامل 600 مقعد وإنشاء حامل جديد بسعة 4500 مقعدا، وكانت هناك بعض التغييرات الطفيفة في التسعينات، حتى تم هدم الملعب.

### نهاية الملعب
كانت آخر مباراة لعبها شروزبري في الدوري على هذا الملعب أمام غريمسبي تاون تحت طقس مشمس دافئ، وانتهت بالتعادل 2-2. للاحتفال بهذا اليوم، تم تنظيم موكب يضم كبار لاعبي شروزبري منذ تأسيسه ومشاير البلدة أيضا، وتم توزيع قمصان النادي للمشجعين مجانا، والتبرع للجمعيات الخيرية الأهلية في البلدة.
كانت آخر مبراة في منافسة استضافها الملعب بين شروزبري وميلتون كينز دونز في التصفيات الفاصلة للدوري، وانتهت بالتعادل 0-0.
قبل الهدم، أعطيت للمشجعين فرصة للعب على أرض الملعب، في مباراة ودية رتب لها خصيصا، وتم بيع الأرض في مزاد علني لمولي العقارات، فيما عدا حامل 500 مقعد، تم شراؤها من قبل بطل دوري ويلز، كارنارفون تاون، لتستخدمها في بناء حامل جديد على ملعبها الأساسي (أوفال).
تم البدء في هدم الملعب في سبتمبر 2007, وبحلول أكتوبر 2007 تم هدمها بالكامل، وقد تم تخصيصه ليكون موقعا لبناء مساكن، وكان من المقرر أن يتم البداية في بنائها في أوائل عام 2008, بعدد حوالي 150 شقة, ومع ذلك لم يتم العمل في البناء منذ هدم الملعب، والذي بات الآن أرض فضاء.

## عن الملعب
يقع الملعب على ضفاف نهر سيفرن, وكان محاطا بالأشجار، ومع وجوده بالقرب من وسط المدينة المرتفع عن سطح الأرض على قمة التل، وبالتالي يمكن رؤية عدد من معالم المدينة مثل قلعة شروزبوري ودير فورجيت.
مساحة الملعب صغيرة وضيقة نوعا ما، حيث تقع بين النهر ومفترق طرق السكك الحديدية الرئيسية، ورغم ذلك فإن هناك مجالا كبيرا لتوسيع وتحديث الملعب. كان يتم الوصول إلى النادي عن طريق شارع ضيق، وكان وصول الفقراء سببا في تخفيض سعة الملعب في أعقاب تقرير تايلور؛ وكان هذا واحدا من الجج التي لجأت إليها إدارة النادي للانتقال إلى أرض جديدة.
في السنوات ال25 الأخيرة للملعب كان ينظر إليه بأنه من أروع الملاعب التقليدية لكرة القدم. حيث توجد المدرجات في 3 جهات من أرضية الملعب، مع تغيير طفيف في الملعب وأماكن الوقوف.

## وصلات خارجية
- New Meadow
- Goodbye Gay Meadow book
- BBC Panoramic view of Gay Meadow